# Landschaftserhaltungsverband
Ein Landschaftserhaltungsverband (LEV) ist eine als eingetragener Verein (e.V.) organisierte Organisation zur Landschaftspflege und zum Landschaftserhalt in Baden-Württemberg. Die Landschaftserhaltungsverbände wurden zwischen 1991 und 2017 gegründet. 2017 bestanden in Baden-Württemberg nahezu flächendeckend 33 Verbände. Mitglieder sind jeweils die Landkreise, kreisangehörige Gemeinden sowie mit dem Naturschutz befasste Verbände und Vereine (z. B. BUND, Nabu, Jägervereinigungen, Bauernverbände usw.). 
In den Landschaftserhaltungsverbänden sollen die Bedürfnisse und Interessen von Naturschutz, Kommunen und Landwirtschaft zusammengeführt werden. In einzelnen Gemeinden war der Beitritt umstritten.
In anderen Bundesländern bestehen unter dem Namen Landschaftspflegeverband vergleichbare Verbände und Vereine. Dachverband ist der Deutsche Verband für Landschaftspflege (DVL). Das Ziel ist ein flächendeckendes Netz in allen deutschen Kulturlandschaften. 